# 小松幸平
小松 幸平（こまつ こうへい、1948年 - ） は、日本の林学者。京都大学名誉教授。

## 人物・経歴
京都市生まれ。京都府立洛北高等学校を経て、1972年京都府立大学農学部林学科卒業。1977年京都大学大学院農学研究科林産工学専攻博士後期課程研究指導認定同退学。同年農学博士。
1977年北海道立林産試験場複合材試験科研究員。1981年森林研究所木構造研究室招聘研究員。1986年農林水産省森林総合研究所木構造研究室主任研究官。1989年農林水産省森林総合研究所接合研究室室長。1996年京都大学木質科学研究所構造機能分野助教授。
2000年京都大学木質科学研究所構造機能分野教授。2004年京都大学生存圏研究所生活圏構造機能分野教授。2005年日本木材学会常任理事。2013年京都大学名誉教授、国立成功大学計画設計学院建築学部客座教授。2014年京都大学生存圏研究所生活圏木質構造科学分野非常勤研究員。2015年南京林業大学材料科学工学院木造建築系材料科学および工学研究科特聘教授。

## 著書
- 『木質構造』（平井卓郎, 宮澤健二と共著）東洋書店 2004年
- 『集成材：「木を超えた木」開発の建築史』京都大学学術出版会 2016年

## 受賞
- 日本木材学会賞 1991[2]
- 杉山英男賞 2005[2]